# Малый Оёш
Малый Оёш — деревня в Колыванском районе Новосибирской области. Входит в состав Соколовского сельсовета.

## География
Площадь деревни — 49 гектаров.

## Население
| 2002 | 2007 | 2010 |
| ---- | ---- | ---- |
| 249  | ↗264 | ↗265 |

## Инфраструктура
В деревне по данным на 2007 год функционирует 1 учреждение здравоохранения.